# Fregate razreda Jastreb
Razred Jastreb (rusko Проект 11540 Ястреб, Projekt 11540 Jastreb – jastreb) je razred fregat v Ruski vojni mornarici. Je evolucijska nadgradnja predhodnega razreda Burevestnik (Projekt 1135) in je tako kot ta prvenstveno namenjen protipodmorniškemu bojevanju.

## Zgodovina
14. januarja 1981 je Sovjetska vojna mornarica naročila konstrukcijo novega razreda fregat, ki bi zamenjale obstoječi razred Burevestnik. Delo je pripadlo Zelenodolskemu projektno-konstruktorskemu biroju, glavni konstruktor pa je postal Nikolaj Jakovljevski. Konstruiran je bil razred velikih in težko oboroženih ladij, ki bi postale največje fregate na svetu. Sovjetska vojna mornarica je prvotno načrtovala gradnjo 79–100 ladij v sedmih ladjedelnicah (Severnaja verf, Jantar, Črnomorska ladjedelnica, Ladjedelnica 61 komunardov, Zaliv Kerč, Zelenodolsk in Komsomolsk na Amuru), vendar je bil v spremenjenih političnih in finančnih razmerah ob razpadu Sovjetske zveze položen gredelj samo treh ladij, od katerih sta bili dokončani dve.
Oktobra 1981 je vojna mornarica zahtevala dopolnitev projekta z namestitvijo protiladijskih izstrelkov H-35. Tako bi ladje postale primerljive z najboljšimi razredi fregat tistega časa, z ameriškim razredom Oliver Hazard Perry in z nemškim razredom Bremen. Težava, s katero se je konstruktorski biro sprva soočal, je bil majhen doseg sonarja MG-332 Titan-2 glede na doseg protipodmorniškega orožja. Zato je bil razvit nov, zmogljivejši sonar Zvezda-1. Na potrditev konstruktorske rešitve leta 1982 je vplivalo več dejavnikov, med katerimi je bila najpomembnejša izkušnja iz Falklandske vojne. Aprila tega leta se je vojna mornarica odločila zamenjati lahke zlitine v nadgradnji, kot je aluminij, z jeklom in dodati več izboljšav pri elektronskem orožju. Razred Jastreb je bil prvi sovjetski razred vojnih ladij, izdelanih v celoti iz jekla po 30-ih letih (zadnji razred jeklenih ladij je bil Projekt 57-bis iz druge polovice 1950-ih let).

## Enote
| Ime                               | Gredelj položen | Splavljena   | Predana         | Flota         | Stanje                         |
| --------------------------------- | --------------- | ------------ | --------------- | ------------- | ------------------------------ |
| Neustrašimi                       | 25. marec 1986  | 25. maj 1988 | 24. januar 1993 | Baltska flota | Aktivna po popravilu 2014–2022 |
| Jaroslav Mudri (prej Nepristupni) | 27. maj 1988    | junij 1990   | 19. julij 2009  | Baltska flota | Aktivna                        |
| Tuman                             | 1993            |              |                 |               | Odpovedana                     |